# Сражение при Галаце (1769)
Сраже́ние при Гала́це — эпизод Русско-турецкой войны 1768—1774 годов, боевое столкновение между русским отрядом под командованием подполковника Фёдора Фабрициана и османским войском под началом сераскер-паши Агмета Урфе-Валесы, состоявшееся 5 (16) ноября 1769 года. Сражение закончилось полным разгромом турок, в беспорядке бежавших с поля боя. За победу над османами Ф. Фабрициан был удостоен исторической награды — стал самым первым кавалером высшей воинской награды Российской империи, Императорского Военного ордена Святого Великомученика и Победоносца Георгия, притом сразу 3‑го класса.

## Предыстория
Вследствие неудачных действий под крепостью Хотин в августе и начале сентября 1769 года главные силы турок под началом великого визиря Молдованджы Али-паши оставили бо́льшую часть Молдавского княжества и отступили за Дунай. С целью занятия молдавских земель главнокомандующий 1-й русской армией генерал-аншеф князь Александр Голицын направил корпус генерал-поручика барона Ивана Эльмпта. 26 сентября (7 октября) 1769 год войска И. Эльмпта вступили в столицу княжества Яссы, после чего представители местного боярства и духовенства торжественно присягнули на верность императрице Екатерине II.
И А. Голицын, и сменивший его на посту главнокомандующего 1-й армией генерал-аншеф граф Пётр Румянцев не считали нужным оставлять на зимовку в молдавских землях значительное число войск (предполагалась, что в холодные месяцы османы не будут предпринимать активных действий). После отзыва корпуса И. Эльмпта в княжестве остался лишь относительно малочисленный воинский контингент, которым командовал генерал-майор князь Александр Прозоровский. Для прикрытия центральной и южной части Молдавии была выделена бригада генерал-майора графа Ивана Подгоричани в составе трёх гусарских и пяти донских казачьих полков (численностью не более 200—300 человек в каждом), а также отряда местных добровольцев (арнаутов, или «волонтёров») — итого около 2000 человек.
На северном берегу Дуная османы по-прежнему контролировали сильно укреплённую крепость Браилов и ключевой портовый город Галац, которые могли быть использованы в качестве плацдармов для наступления в княжестве. Зная о малочисленности оставшихся в молдавских землях русских войск, турки и татары начали накапливать силы на нижнем Дунае и в Буджаке. Тогда же, сообразно с ордером П. Румянцева от 20 (31) октября 1769 года и приказом А. Прозоровского от 29 октября (9 ноября) 1769 года, к Галацу выступил деташамент под командованием подполковника егерского корпуса Фёдора Фабрициана. Деташамент включал в себя гренадерский батальон (четыре роты) секунд-майора Василия Левашова, 50 гусар и 400 арнаутов секунд-майора Сербского гусарского полка Павла Вуича (в общей сложности — не более 1000 человек при четырёх полковых орудиях).
Отряд Ф. Фабрициана продвигался на юг по левому берегу Сирета к Галацу, а посланный для отвлечения внимания османов арнаутский отряд подполковника Назара Каразина — по противоположному берегу Сирета к Браилову. Когда деташамент Ф. Фабрициана подступил к Галацу на расстояние четырёх часов перехода, посланный вперёд патруль пленил двух слуг господаря Молдавского княжества (греческого дворянина Константина Маврокордата), которые сообщили, что в портовом городе турки сосредоточили от 6000 до 7000 человек отборного войска (вместе со слугами и прочими вооружёнными лицами численность османской группировки доходила до 10 000). Турецкими формированиями командовал анатолийский сераскер-паша Агмет Урфе-Валесы, при котором также находились: Абаза-паша, ещё два паши, а также два бинбаши.
Оценив обстановку, Ф. Фабрициан незамедлительно направил гонцов к Н. Каразину с просьбой о подкреплении. Русские отряды соединились в девять часов вечера 4 (15) ноября 1769 года в селе Привал (ныне — Тудор Владимиреску), находящемся в 35 км к северо-западу от Галаца. Объединившиеся силы императорских войск насчитывали 1600 человек, две трети которых составляли лёгкие кавалеристы иррегулярного типа. Командиры русских подразделений собрали военный совет и, согласно рапорту Ф. Фабрициана А. Прозоровскому, «взяли намерение, надеясь на помощь Бога и на храбрость наших офицеров и гранодер, сего так противу нас силнаго неприятеля атаковать».

## Сражение

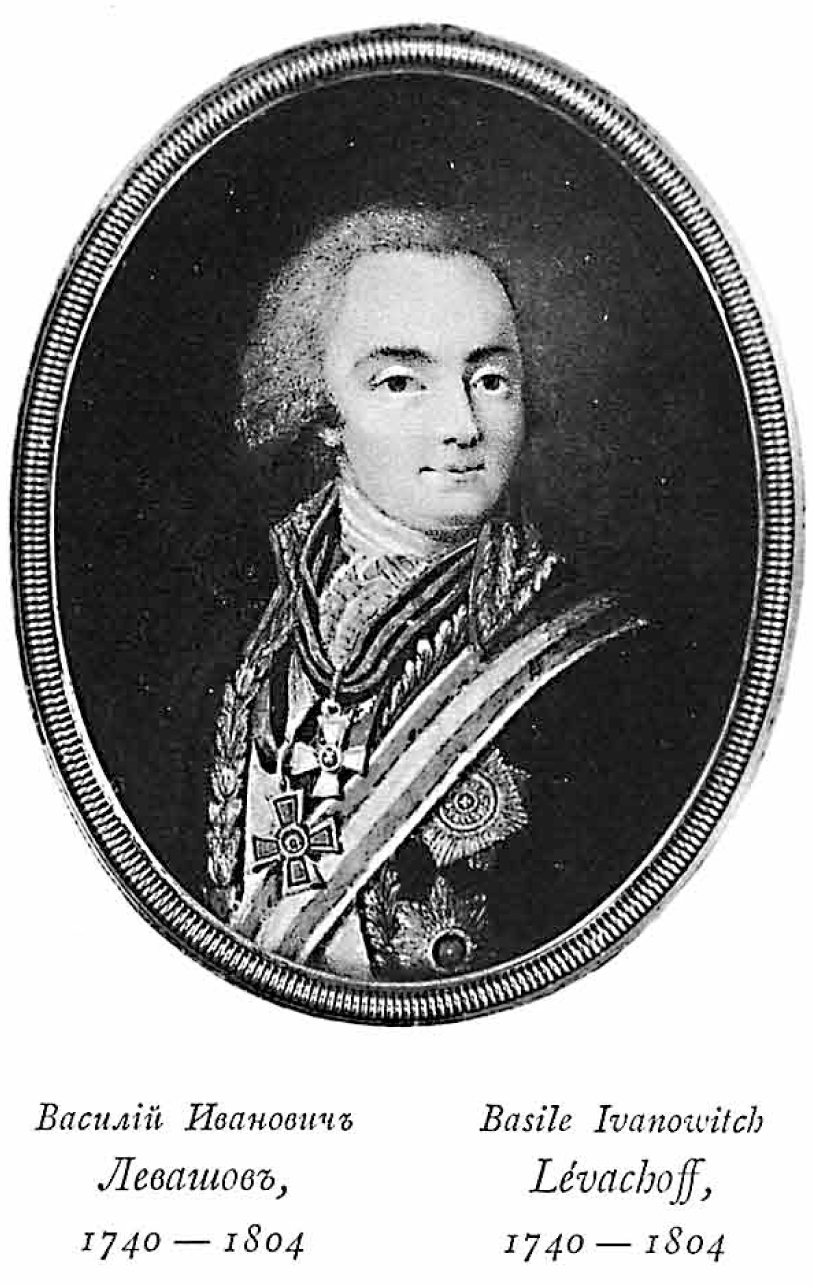
Василий Левашов, активный участник сражения

Объединённый отряд выступил в поход спустя всего час после прибытия арнаутов под командованием  Н. Каразина. Предполагалось атаковать османов в ночное время суток, но из-за погодных условий к Галацу удалось приблизиться только на рассвете. Момент тактической внезапности также был утерян, так как туркам удалось узнать о выдвижении русских войск и подготовиться к сражению, заняв выгодные для обороны позиции на возвышенностях.
Приблизившись к Галацу на полторы версты, Ф. Фабрициан выстроил вверенные ему войска к бою: в центре в две шеренги был расположен гренадерский батальон В. Левашова, на флангах — два гусарских батальона, казаки и арнауты.
Сражение началось 5 (16) ноября 1769 года в семь часов утра. Османы не ушли в глухую оборону, и, согласно рапорту Ф. Фабрициана, «как я толко приближился, то неприятель, не ожидая нашего огня, с великою фурею нас отаковал». C особенным усердием турки наседали на фланги — используя значительное численное преимущество, османским воинам удалось потеснить казаков и арнаутов. В сложившихся условиях Ф. Фабрициан был вынужден произвести перегруппировку: гренадерам было приказано перестроиться из шеренг в батальонное каре, а кавалеристам — сосредоточиться у его заднего фаса.
Теперь исход дела целиком зависел от стойкости четырёх неполных гренадерских рот, общая численность которых едва ли превышала 500 человек. В течение пяти часов упорного оборонительного боя русские войска отбили более 20 турецких атак. Тем не менее, положение деташамента оставалось сложным, ему приходилось сражаться с численно превосходящим противником в полном окружении и без возможностей для организованного отступления.
Переломный момент сражения наступил, когда Ф. Фабрициан заметил, что османы соорудили орудийную батарею в центре своих позиций, и принял решение атаковать её силами гренадерского батальона. Упорядоченная и стремительная атака гренадеров развивалась успешно и привела к захвату батареи. 
Овладев турецкими орудиями, участники штурма развернули их в сторону турок и открыли огонь картечью. Также вследствие захвата батареи османское войско оказалось разделено на две потерявшие между собой сообщение части. Среди турок возникло замешательство, чем не преминул воспользоваться Ф. Фабрициан. Проанализировав ситуацию на поле боя, командующий русским отрядом приказал лёгкой кавалерии контратаковать левый фланг османов. Возглавить ответный удар было доверено майорам П. Вуичу и Григорию Гейкину. В результате контратаки кавалеристы русских войск опрокинули османских бойцов и обратили их в паническое бегство. Единовременно гренадеры В. Левашова атаковали противоположный фланг турок. Находившиеся там воины султана также не выдержали натиска и бежали с поля боя.
Гренадеры преследовали османов на протяжении двух вёрст, а затем выступили против тех турок, которых южнее гнала к Дунаю русская кавалерия. В результате часть беглецов были взята в мешок на самом берегу реки. Эта фаза преследования обернулась подлинным избиением турок, что откровенно признавал и сам Ф. Фабрициан: «Я хотел сколко можно чтоб более пленных получить, но наши воины, бывшие прежде в таком великом отчаянии, никаво щадить не хотели». Пытаясь спастись, многие турки принялись бросаться с крутого берега в воду.
Определённый вклад в поражение османов внесло молдавское население Галаца, представители которого в разгар боя ударили в тыл турецких формирований.

## Итоги

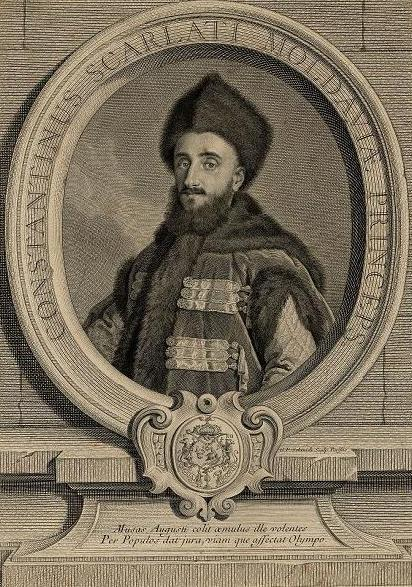
Господарь Молдавского княжества Константин Маврокордат, попавший в русский плен после сражения

Сражение завершилось полным разгромом османского войска. На поле боя полегло более 1200 турок, также многие из них утонули в реке. Согласно османским источникам, сераскер-паше Агмету Урфе-Валесы едва удалось спастись бегством от казавшегося неминуемым пленения. На поле боя были захвачены пять турецких орудий, а также знаки власти и персональные вещи Агмета Урфе-Валесы: знамя сераскер-паши, трёххвостый бунчук, лошадь с драгоценной сбруей, сабля и кинжал. В ходе вылазки жителей Галаца камнями и прочими подручными средствами были убиты хазнадар (казначей) Али-паша и ещё некоторые османские офицеры. В русском плену оказался персональный помощник Агмета Урфе-Валесы, а также 31 человек из числа рядовых турецких аскеров (солдат) — как здоровых, так и раненых. В плен попал и верный султану господарь Молдавского княжества — К. Маврокордат.
Победа над османами далась отряду Ф. Фабрициана относительно малой кровью. Были ранены двое штаб-офицеров и пятеро обер-офицеров (так, Г. Гейкин получил три ранения, а В. Левашов был контужен). Из числа нижних чинов было убито 12 человек, ранено 16. Убыль лошадей составила 16 голов.
После поражения османов под контроль русских войск перешёл ключевой порт Молдавского княжества — богатый торговый город Галац.
За одержанную победу Ф. Фабрициан 8 (19) декабря 1769 года был удостоен исторической награды — стал самым первым кавалером высшей воинской награды Российской империи, недавно учреждённого Императорского Военного ордена Святого Великомученика и Победоносца Георгия, причём сразу 3‑го класса.

## Комментарии
1. ↑  Также известен как Агмет Урфевалесы[1], Мегмет-Урфа-Валаси[2] и Мехмед-паша Урфа-валиси[3].
2. ↑  Назар Александрович Каразин (1731–1783) — болгарин по происхождению, российский подданный, офицер русской службы и участник двух войн, Семилетней и Русско-турецкой 1768–1774 годов[8].
3. ↑  Бинбаши — тысяцкий (тысячник) в системе вооружённых сил Османской империи (аналогично онбаши — десятник, юзбаши — сотник)[10].